# Andrzej Samsonowicz
Andrzej Samsonowicz ps. „Xiążę”, „Książę” (ur. 18 września 1922 w Warszawie, zginął w noc z 14/15 września 1944 tamże) – porucznik AK, 6. dowódca II plutonu „Alek” 2. kompanii „Rudy” w batalionie „Zośka”, powstaniec warszawski. Odznaczony orderem Virtuti Militari i dwukrotnie Krzyżem Walecznych.

## Życiorys
Urodził się w rodzinie Jana Samsonowicza i Henryki z Korwin Krukowskich, absolwentki Wydziału Matematyczno-Przyrodniczego Uniwersytetu Petersburskiego, nauczycielki chemii i geografii w Liceum im. Juliusza Słowackiego. Brat Hanny i Henryka.
Uczęszczał do Liceum im. Jana Zamoyskiego w Warszawie, gdzie uzyskał maturę w 1939 roku. W Liceum Zamoyskiego wstąpił też do harcerstwa i został harcerzem, a potem zastępowym 2. WDH im. Tadeusza Reytana. Podczas okupacji studiował w Szkole Zawodowej dla Pomocniczego Personelu Sanitarnego dra Jana Zaorskiego.
Do Grup Szturmowych Szarych Szeregów dostał się za sprawą Kazimierza Łodzińskiego. Brał udział w akcjach:
- akcja Góral (12 sierpnia 1943 r.) – sanitariusz
- akcja Taśma (20 sierpnia 1943 r.) – grupa III atakująca budynek szkolny
- Akcja Wilanów (26 września 1943 r.) – grupa „posterunek I”, likwidująca żandarmerię niemiecką oraz policję granatową; podczas tej akcji został ranny w głowę
- akcja „Pogorzel” (23/24 października 1943 r.) – wysadzanie pociągu z wojskiem
- akcja Jula pod Rogoźnem (5/6 kwietnia 1944 r.) – przerwanie ruchu kolejowego na linii Rzeszów-Przeworsk

W maju 1944 roku ukończył Szkołę Podchorążych „Agricola” z czwartą lokatą.
W powstaniu warszawskim walczył na Woli, Starym Mieście i Czerniakowie. Należał do ośmioosobowej grupy (m.in. Jerzy Gawin, Irena Kołodziejska, Tadeusz Sumiński) odciętej od batalionu w czasie walk na wolskich cmentarzach, która przeszła przez rejony zajęte przez Niemców i znalazła się w Kampinosie, a po dwóch tygodniach dołączyła do baonu, walczącego na Starówce.
Zginął w nocy z 14 września na 15 września podczas przygotowywania desantu dla LWP, w pobliżu statku Bajka.